# Edgar Everaert

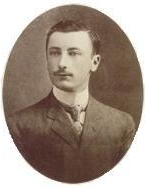
Edgar Everaert

Edgar Everaert (* 1888 in Brügge, Belgien; † 8. November 1957 in Mexiko-Stadt, Mexiko) gilt als Gründer des mexikanischen Fußballvereins Club Deportivo Guadalajara.

## Biografie
Everaert verließ seine Heimat im Alter von gerade mal 16 Jahren und wanderte nach Mexiko aus. Am 15. September 1904 traf er in Guadalajara ein, wo er lange für die Casa Comercial L. Gas y Cía. arbeitete und mit Calixto Gas, einem Familienmitglied der Firmeninhaber, befreundet war. Calixto Gas hatte französische Wurzeln und war seinerseits mit einigen Franzosen befreundet, die in den Fábricas de Francia arbeiteten. Dieser Personenkreis war maßgeblich an der Gründung eines Fußballvereins beteiligt, der am 8. Mai 1906 unter der Bezeichnung Club Unión das Licht der Welt erblickte. Als Vereinsfarben wurden Rot, Weiß und Blau gewählt, die sowohl die französischen Nationalfarben sind als auch die Farben der Stadt Brügge, der Herkunft Everaerts. Der Belgier war selbst aktives Mitglied der Fußballmannschaft und gehörte dem ersten Vereinsvorstand an.
Auf Initiative von Everaert, der angeregt hatte, den Namen der Stadt nach europäischem Vorbild in den Vereinsnamen zu integrieren, wurde der zuvor nach der Avenida Unión benannte Club Unión 1908 in Guadalajara Football Club umbenannt.
Everaert verbrachte die meiste Zeit seines Lebens in Guadalajara und verließ die Stadt erst 1954, um seinen Lebensabend in Coyoacán, einem bevorzugten Stadtbezirk im Süden von Mexiko-Stadt, zu verbringen. Dort widmete er sich der Malerei und verstarb 1957 infolge eines Krebsleidens.